# Scientific Reports
Scientific Reports è una rivista scientifica ad accesso aperto e sottoposta a revisione paritaria, che copre tutte le aree delle scienze naturali. Fondata nel 2011, è pubblicata dalla casa editrice Nature Portfolio.
La rivista afferma che il suo obiettivo è valutare esclusivamente la validità scientifica degli articoli presentati piuttosto che la loro importanza, rilevanza o impatto percepiti.
Nel settembre 2016, la rivista è diventata la più grande al mondo per numero di articoli, superando PLOS ONE.

## Indicizzazione
Gli abstract e gli articoli sono indicizzati dai seguenti database bibliografici: Chemical Abstracts Service, Science Citation Index Expanded e, selettivamente, da Index Medicus/MEDLINE/PubMed.
Secondo il Journal Citation Reports, nel 2023 la rivista ha ricevuto un fattore di impatto pari a 3,8.

## Politica di revisione editoriale
La Guida Guide to Referees afferma che per essere pubblicato:
Questa procedura è stata messa in discussione.

## Controversie

### Articoli controversi

#### 2016
Nel 2016, alcune immagini presumibilmente duplicate e manipolate in un articolo, che non erano state rilevate durante la revisione paritaria, hanno portato alle critiche della comunità scientifica.  L'articolo è stato ritrattato nel giugno 2016.

#### 2018
Nel 2018, Scientific Reports è finito in una lista nera del Centro oftalmico Zhongshan dell'Università Sun Yat-sen di Guangzhou, in seguito alle iniziative del governo cinese per creare liste nere nazionali per le riviste.
Il volto di Donald Trump è stato nascosto in un'immagine di feci di babbuino in un articolo pubblicato nel 2018. La rivista ha successivamente rimosso l'immagine.

#### 2019
Un articolo del 2018 sosteneva che un trattamento omeopatico potesse attenuare il dolore nei ratti. È stato ritrattato 8 mesi dopo, a seguito delle "rapide critiche" della comunità scientifica.
Un controverso articolo del 2018 suggeriva che stare troppo tempo con il collo piegato a fissare un cellulare potesse far crescere un "corno" sulla nuca. Lo studio ometteva inoltre di menzionare il conflitto di interessi del primo autore.  L'articolo è stato successivamente corretto.

#### 2020
Uno studio del 2016 ha affermato che un vaccino contro il papillomavirus umano (HPV) ha causato mobilità ridotta e danni cerebrali nei topi.
L'articolo ha allarmato le autorità della salute pubblica in Giappone e nel mondo a causa dei potenziali effetti collaterali del vaccino HPV sugli esseri umani. Lo studio è stato ritrattato due anni dopo perché "l'approccio sperimentale non supportava gli obbiettivi dello studio".
Scientific Reports ha impiegato più di quattro anni per ritrattare uno studio plagiato da una tesi di laurea di un matematico ungherese. L'articolo, intitolato Modified box dimension and average weighted receiving time on the weighted fractal networks, è stato pubblicato nel dicembre 2015 e il plagio è stato segnalato nel gennaio 2016 dall'ex studente. Nell'aprile 2020 l'articolo è stato ritrattato.
Uno studio pubblicato sulla rivista il 24 giugno 2019 sosteneva che le fluttuazioni del sole stavano causando il riscaldamento globale. A seguito delle pesanti critiche della comunità scientifica, Scientific Reports ha avviato un'indagine sulla validità di questo studio, che è stato ritrattato dalla redazione nel marzo 2020.

#### 2021
Nel gennaio 2021, Scientific Reports ha ritrattato un articolo del 2019 in cui si affermava che "sia il creazionismo che la teoria del Big Bang sono sbagliate e che i buchi neri sono i motori che guidano l'universo".
Un articolo pubblicato nel luglio 2020, secondo cui il peso corporeo può essere correlato all'essere onesti o disonesti, ha causato costernazione tra gli utenti dei social media, che si sono chiesti perché Scientific Reports abbia accettato di pubblicarlo. L'articolo è stato infine ritrattato nel gennaio 2021.
Un articolo pubblicato nel settembre 2021 suggeriva che la storia biblica della distruzione di Sodoma e Gomorra potrebbe essere stata una rivisitazione dell'esplosione di un asteroide intorno all'anno 1.650 a.C. L'articolo ha ricevuto critiche sui social media e da parte di esperti di dati per l'uso di un'immagine manipolata. Il 15 febbraio 2023, su questo giornale è stata pubblicata la seguente nota dell'editore: "Si avvisano i lettori che le preoccupazioni sollevate riguardo ai dati presentati e alle conclusioni di questo articolo sono al vaglio della redazione. Una risposta editoriale ulteriore seguirà alla risoluzione di tali questioni".

## Dimissioni di membri del comitato editoriale
Nel 2015, il redattore Mark Maslin si è dimesso perché la rivista aveva introdotto una servizio di revisione paritaria accelerato per i manoscritti di biologia in cambio di un costo aggiuntivo. Il servizio è durato un mese.
Nel novembre 2017, 19 membri del comitato editoriale si sono dimessi perché la rivista non ha ritrattato uno studio plagiato del 2016. L'articolo è stato infine ritrattato nel marzo 2018.